# Линкольн-центр
Ли́нкольн-центр (Lincoln Center) — крупнейший культурный центр Нью-Йорка, местонахождение театра «Метрополитен-опера», Нью-Йоркского филармонического оркестра и ряда других концертных, театральных и образовательных организаций. 

## Структура
Центр исполнительских искусств, названный в честь президента США Авраама Линкольна, представляет собой комплекс из двенадцати зданий, предназначенных для различных публичных культурных мероприятий и образовательных целей — концертных залов, оперных и драматических театров, киноцентров и т. п.
В собственном здании выступает труппа Метрополитен-оперы, в здании Театра Дэвида Коха — труппа Нью-Йоркского балета (до 2011 года здесь также давала спектакли Нью-Йоркская городская опера), в здании Дэвид-Геффен-холла (до 2015 «Эвери-Фишер-холл») — Нью-Йоркский филармонический оркестр. Концертный зал Элис Талли, входящий в комплекс Джульярдской школы, предоставлен для выступлений Общества камерной музыки и мероприятий Нью-Йоркского кинофестиваля, театр Вивианы Бомон — для драматических постановок. Для целей Кинообщества Линкольн-центра служит зал театра Уолтера Рида. Также здесь находятся Школа американского балета, Нью-Йоркская публичная библиотека исполнительских искусств и Джазовый центр — группа зданий, включающая в себя Роуз-театр на более чем тысячу мест, Зал Аллена и джазовый клуб Диззи «Кока-кола». В Дамрош-парке находится летний амфитеатр, в котором проводятся концерты под открытым небом.
Линкольн-центр издаёт проспекты и журналы по культуре, в том числе известные за пределами США журналы Opera News и Film Comment.

## История
Линкольн-центр на Манхэттене, заложенный в 1959 году президентом Эйзенхауэром, начал строиться в 1960-х годах по решению консорциума городских глав под руководством Джона Рокфеллера. Он объединил в одном месте уже известные, давно существующие культурные институции, такие, как Нью-Йоркский филармонический оркестр (1842), театр Метрополитен-опера (1883), Джульярдская школа музыки (1905), Нью-Йоркская городская опера (1944) и Нью-Йоркский городской балет (1935/1948), с новыми.
Большинство зданий было построено в 1960-х годах. В 2004 году появился Джазовый центр. В марте 2006 года началась реконструкция Линкольн-центра. Стоимость работ по состоянию на 2011 год составляла 1,2 миллиарда долларов.
Среди архитекторов:
- Макс Абрамовиц — Филармонический зал, 1962;
- Уоллес Харрисон — основной план и здание Метрополитен-оперы[англ.], 1963—1966;
- Филип Джонсон — Театр штата Нью-Йорк[англ.], 1964 (с 2008 года — Театр Дэвида Коха);
- Гордон Буншафт — Библиотека и музей исполнительских искусств[англ.], 1965;
- Ээро Сааринен — Театр Вивианы Бомон[англ.], 1965;
- Пьетро Беллуски — Джульярдская школа и входящий в неё Концертный зал Элис Талли[англ.], 1969.